# Vásquez Rock
Der Vásquez Rock (englisch; spanisch Islote Vásquez) ist ein großer Klippenfelsen im Archipel der Südlichen Shetlandinseln. Er liegt nordnordöstlich von Canales Island vor dem Ferrer Point im Südosten der Discovery Bay von Greenwich Island.
Wissenschaftler der 1. Chilenischen Antarktisexpedition (1946–1947) nahmen Vermessungen vor und benannten ihn. Namensgeber ist Rafael Vásquez, der zum Kontingent der Fuerza Aérea de Chile bei dieser Forschungsreise gehörte. Das UK Antarctic Place-Names Committee übertrug diese Benennung 2005 in angepasster Form ins Englische.